# Jolán Földes
Jolán Földes (englisch Yolanda Foldes) (* 20. Dezember 1902 in Kenderes; † 12. Oktober 1963 in London) war eine ungarische Schriftstellerin.
Nach ihrem Schulabschluss 1921 ging sie nach Paris, 1941 emigrierte sie nach London.
Ihr bekanntester Roman war Die Straße der fischenden Katze. Er handelt von dem schweren Leben ungarischer Emigranten in Paris nach dem Ersten Weltkrieg. Mit ihm gewann Jolán Földes 1936 ein Preisausschreiben des Londoner Verlages Pinter; er wurde in zwölf Sprachen übersetzt.

## In deutscher Übersetzung erschienen
- Ich heirate (Férjhez megyek), Roman. Übersetzt von Otto Drechsler. Leipzig, Mährisch-Ostrau: Kittl, 1937. 300 S.
- Die Straße der fischenden Katze (A halászó macska uccája), Roman. Aus dem Ungarischen von Stefan J. Klein. Amsterdam: Allert de Lange, 1937. 313 S.
- Kopf oder Schrift (Fej vagy írás), Roman. Aus dem Ungarischen von Stefan J. Klein. Amsterdam: Allert de Lange, 1938. 365 S.
- Peter verliert nicht den Kopf (Péter nem veszti el a fejét). [Aus dem Ungarischen von Stefan J. Klein.] Illustrationen von Walter Trier. Basel, Wien, Mährisch-Ostrau: Atrium-Verlag, um 1938. 138 S.
- Maria vor der Reifeprüfung (Mária jól érett), Roman. Amsterdam: Allert de Lange, 1939. 268 S.

## Verfilmungen
- 1947 (USA): Goldene Ohrringe (Golden earrings). Regie: Mitchell Leisen